# Godfried Guffens

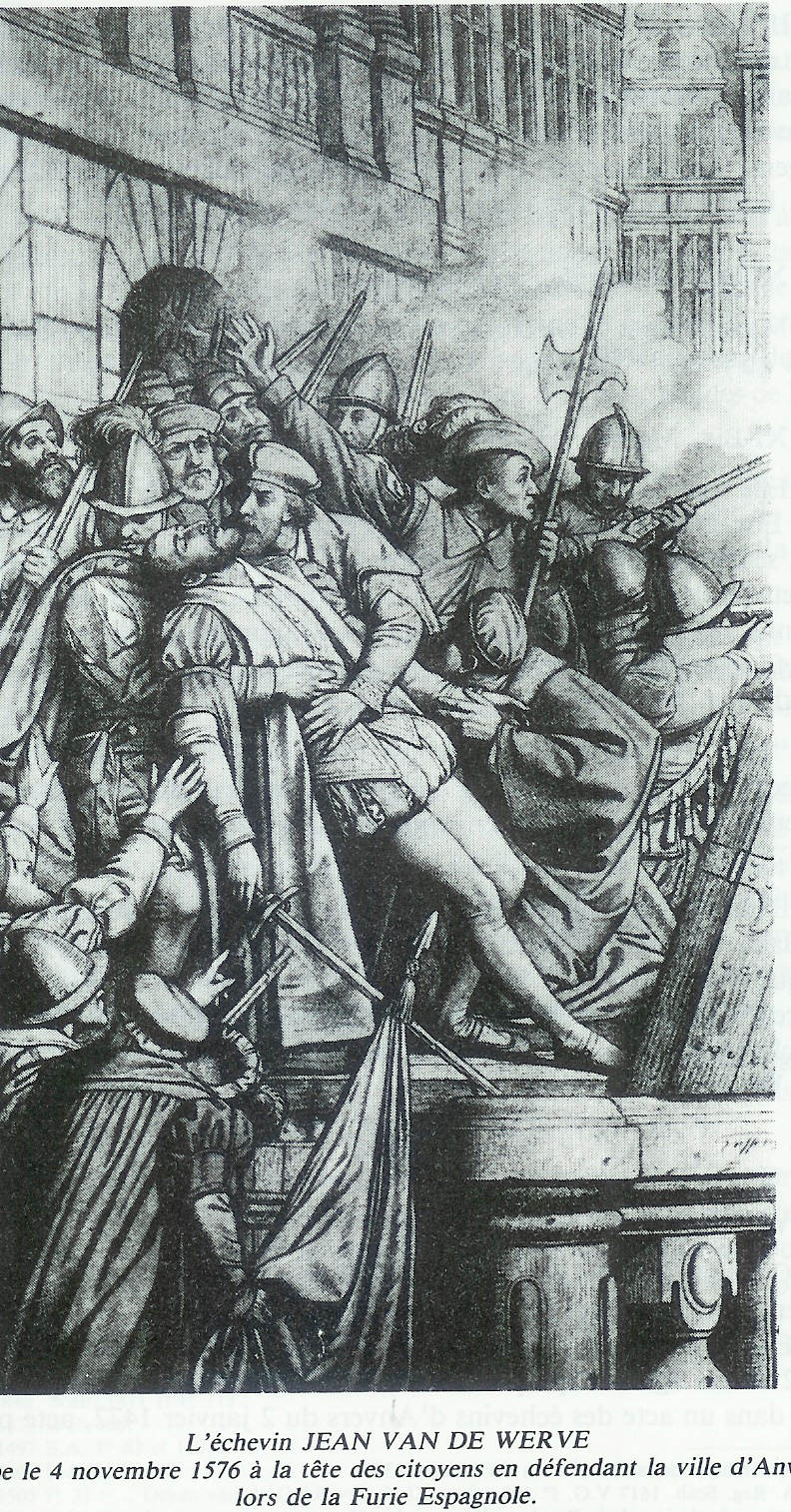
Godfried Guffens: Schepen Jan II van de Werve sterft tijdens de Spaanse Furie

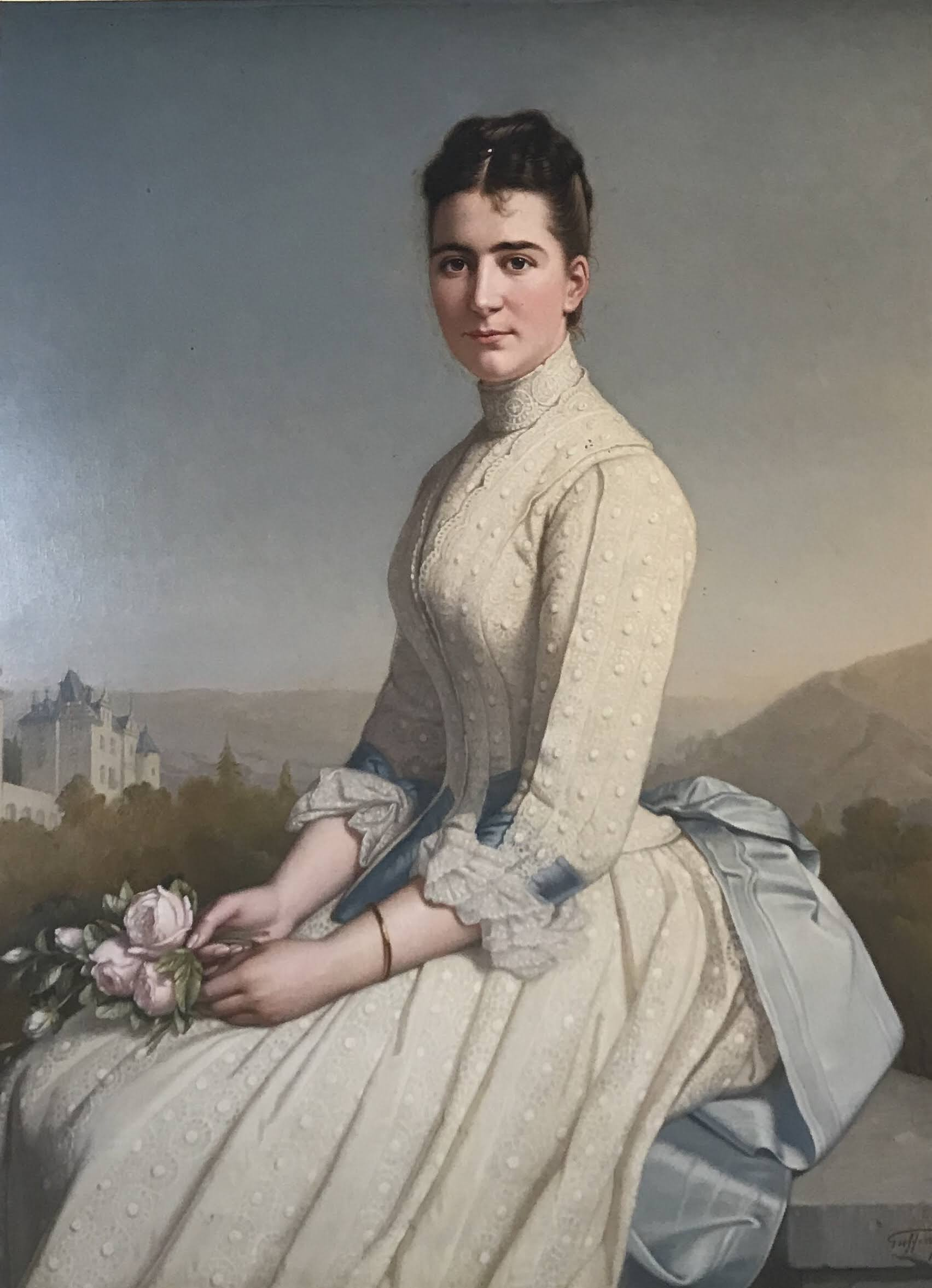
Schilderij van Marie de Theux de Meylandt et Montjardin en Kasteel Montjardin in de achtergrond door Guffens (1889)

Egide Godfried Guffens (Hasselt, 22 juli 1823 - Schaarbeek, 11 juli 1901) was een Belgisch kunstschilder. Hij is vooral bekend omwille van zijn monumentale historische en religieuze muurschilderingen.

## Biografie
Guffens kreeg op 15-jarige leeftijd de toestemming om te gaan studeren aan de Antwerpse Academie bij Nicaise de Keyser waar hij Michiel Karel Verlat en Jan Swerts leerde kennen. Hij specialiseerde zich in de monumentale schilderkunst en trok samen met Swerts naar Italië, waar hij de werken van Michelangelo en Rafael bestudeerde, en naar Duitsland, waar hij de nieuw-Duitse stijl voor muurschilderingen bestudeerde. In Rome ontmoette hij Johann Friedrich Overbeck (1789-1869) van de Duitse kunstenaarsgroep van de Nazareners, wiens werk hij bewonderde.
Zijn omvangrijkste muurschildering is te zien in de Sint-Joriskerk te Antwerpen waar hij samen met Jan Swerts aan werkte van 1859 tot 1871. Verder zijn er onder andere nog schilderijen, muurschilderingen en glasramen van Guffens te zien:
- in de schepenzaal van het stadhuis van Kortrijk: De Guldensporenslag (1874-1875)
- in de raadszaal van het stadhuis van Hasselt: de overhandiging van de stadsprivileges door graaf Arnold IV van Loon aan Hasselt (1846)
- in het koor en de doopkapel van de Sint-Quintinuskathedraal van Hasselt: o.a.kruisweg (ca. 1878)
- in de Onze-Lieve-Vrouw Bezoekingkerk in Godsheide, Hasselt (schilderij van de Heilige Odilia)
- in de kerk Onze-Lieve-Vrouw-van-Bijstand-der-Christenenkerk te Sint-Niklaas
- in het koor van de Sint-Ursulakerk te Lanaken.

Zijn muurschildering in de Ieperse Lakenhalle, die de intrede van Filips de Stoute in 1384 in de stad voorstelde, is tijdens de Eerste Wereldoorlog verloren gegaan.
Hij nam regelmatig deel aan de driejaarlijkse Salons van Brussel, Gent en Antwerpen. Hij heeft ook verschillende malen geëxposeerd in Parijs. Hij was lid van de Academie voor Schone Kunsten van Antwerpen, van de Koninklijke Academie van België en was correspondent van het Institut de France.
De talentrijke kunstenaar droeg in grote mate bij aan de heropleving van de monumentale historiserende schilderkunst. Zijn weinig kleurrijk palet compenseerde hij met een meesterlijke toepassing van het clair-obscur. Dit licht-donker contrast komt voor in een schilderij van Guffens dat zich bevindt boven de schouw van de raadszaal van het Hasseltse stadhuis; het stelt de Loonse graaf Arnold IV voor die de stadsvrijheden in 1232 hernieuwt.
Tot 1871 verbleef Guffens te Antwerpen, daarna verhuisde hij naar Schaarbeek waar hij verbleef tot aan zijn dood.
In Schaarbeek is een straat naar hem vernoemd; in Hasselt een deel van de Groene Boulevard meer bepaald de Guffenslaan.

## Gallerij

## Musea
- Antwerpen
- Kortrijk
- Gent
- Luik
- Praag (Rudolfinum)
- Stuttgart
- Ieper